# Studia Diplomatica
Studia Diplomatica is het kwartaalblad van het Belgische Egmontinstituut, gevestigd in Brussel. Het tijdschrift plaatst door peerreview getoetste wetenschappelijke artikelen over internationale betrekkingen.
Het tijdschrift werd in 1948 opgericht als Chronique de politique étrangère, in 1974 kreeg het de huidige titel. Sinds 2006 heeft het de ondertitel The Brussels Journal of International Relations. De uitgave wordt sinds 2011 verzorgd door Academia Press te Gent. Het blad is tegenwoordig grotendeels Engelstalig met af en toe artikelen in het Frans of Nederlands.
De redactie selecteert bijdragen van internationale experts uit zowel wetenschappelijke hoek (universiteiten en denktanks) als van mensen uit de politieke en diplomatieke praktijk. Onderwerpen die aan bod komen zijn onder andere internationale financiële en economische verhoudingen, het volkenrecht, militaire ontwikkelingen en internationale samenwerking, waaronder het Europese integratieproces en de rol van de Europese Unie in de wereld, evenals ontwikkelingen in Azië en Afrika. Regelmatig is er een themanummer over de buitenlandse politiek van België.
Het Egmontinstituut werkt samen met het Instituut Clingendael in Nederland: het Egmontinstituut werkt mee aan het tijdschrift van Clingendael, de Clingendael Spectator, en omgekeerd werkt Clingendael mee aan Studia Diplomatica.